# NGC 2467
NGC 2467 је расејано звездано јато у сазвежђу Крма које се налази на NGC листи објеката дубоког неба.
Деклинација објекта је - 26° 26' 12" а ректасцензија 7h 52m 26,0s. Привидна величина (магнитуда) објекта NGC 2467 износи 7,1. NGC 2467 је још познат и под ознакама OCL 668, ESO 493-SC25, LBN 1065.